# Mirko Zanni
Mirko Zanni (Pordenone, 16 de octubre de 1997) es un cabo del Ejército y deportista italiano que compite en halterofilia.
Participó en los Juegos Olímpicos de Tokio 2020, obteniendo una medalla de bronce en la categoría de 67 kg. Ganó dos medallas en el Campeonato Europeo de Halterofilia, en los años 2021 y 2023.

## Palmarés internacional
| Juegos Olímpicos   | Juegos Olímpicos | Juegos Olímpicos  | Juegos Olímpicos |
| Año                | Lugar            | Medalla           | Categoría        |
| ------------------ | ---------------- | ----------------- | ---------------- |
| 2020               | Tokio (Japón)    | Medalla de bronce | 67 kg            |
| Campeonato Europeo |                  |                   |                  |
| Año                | Lugar            | Medalla           | Categoría        |
| 2021               | Moscú (Rusia)    | Medalla de plata  | 67 kg            |
| 2023               | Ereván (Armenia) | Medalla de bronce | 73 kg            |